# Elica a passo fisso
L'elica a passo fisso è un'elica utilizzata su navi mercantili ed imbarcazioni da diporto.

## Funzionamento
Le pale dell'elica a passo fisso sono fissate sul mozzo: a differenza dell'elica a passo variabile non è quindi possibile agire sull'orientamento delle pale ruotandole. Pertanto, per invertire il moto della nave con questo tipo di propulsore, è necessario disaccoppiare l'asse dal motore, arrestare quest'ultimo, riavviarlo al contrario e riaccoppiare l'asse mediante frizione.
Prese due eliche aventi lo stesso diametro, una a passo fisso l'altra a passo variabile, quest'ultima avrà un'area espansa che risulterà minore della prima. Ciò è dovuto al fatto che il mozzo risulta più grande per poter ospitare l'impianto idraulico atto alla rotazione delle pale.

## Utilizzo
Generalmente le eliche a passo fisso vengono utilizzate su navi mercantili ed imbarcazioni da diporto; eliche a passo variabile su navi passeggeri e navi militari, ovvero su quelle navi che necessitano per ovvi motivi di spazi e tempi d'arresto molto brevi.